# Борец (Пензенская область)
Борец — посёлок в Лопатинском районе Пензенской области. Входит в состав Лопатинского сельсовета.

## География
Находится в юго-восточной части Пензенской области у северной окраины районного центра села Лопатино на правом берегу реки Уза.

## История
Основан в 1930-е годы как центральная усадьба совхоза «Борец». Позже входил в состав колхоза имени Микояна. Население составляло 140 человек (1939 год), 142 (1959), 144 (1979), 165 (1989), 183 (1996).

## Население
Население составляло 151 человек (русские 60 %, мордва 37 %) в 2002 году, 150 в 2010.